# Ruth Beitia
Ruth Beitia Vila (ur. 1 kwietnia 1979 w Santanderze) – hiszpańska lekkoatletka specjalizująca się w skoku wzwyż.

## Kariera sportowa
Czterokrotnie startowała w igrzyskach olimpijskich: Ateny 2004, Pekin 2008, Londyn 2012 oraz Rio de Janeiro 2016, podczas których została mistrzynią olimpijską. Medalistka mistrzostw świata oraz mistrzostw Europy. W 2001 roku zdobyła złoty medal młodzieżowych mistrzostw Starego Kontynentu. Dwa razy w karierze stawała na drugim stopniu podium halowych mistrzostw Europy. W 2006 roku zdobyła brąz halowych mistrzostw świata, a cztery lata później podczas halowego czempionatu stanęła na drugim stopniu podium. Podczas igrzysk śródziemnomorskich w 2005 roku wygrała konkurs skoku wzwyż. Reprezentantka kraju m.in. w pucharze Europy oraz halowym pucharze Europy. Wielokrotna mistrzyni i rekordzistka Hiszpanii.

## Osiągnięcia
| Rok  | Impreza                                 | Miejsce        | Lokata            | Wynik |
| ---- | --------------------------------------- | -------------- | ----------------- | ----- |
| 1997 | Mistrzostwa Europy juniorów             | Lublana        | 9. miejsce        | 1,82  |
| 1998 | Mistrzostwa świata juniorów             | Annecy         | 8. miejsce        | 1,80  |
| 2001 | Halowe mistrzostwa świata               | Lizbona        | 7. miejsce        | 1,93  |
| 2001 | Młodzieżowe mistrzostwa Europy          | Amsterdam      | 1. miejsce        | 1,87  |
| 2001 | I liga pucharu Europy                   | Vaasa          | 2. miejsce        | 1,88  |
| 2001 | Igrzyska śródziemnomorskie              | Radis          | 4. miejsce        | 1,83  |
| 2002 | Halowe mistrzostwa Europy               | Wiedeń         | el. – 15. miejsce | 1,89  |
| 2002 | I liga pucharu Europy                   | Sewilla        | 2. miejsce        | 1,88  |
| 2002 | Mistrzostwa Europy                      | Monachium      | 11. miejsce       | 1,85  |
| 2002 | Puchar świata                           | Madryt         | 6. miejsce        | 1,91  |
| 2003 | Halowe mistrzostwa świata               | Birmingham     | 5. miejsce        | 1,96  |
| 2003 | Superliga pucharu Europy                | Florencja      | 2. miejsce        | 1,95  |
| 2003 | Mistrzostwa świata                      | Paryż          | 11. miejsce       | 1,90  |
| 2004 | Halowy puchar Europy                    | Lipsk          | 3. miejsce        | 1,93  |
| 2004 | Halowe mistrzostwa świata               | Budapeszt      | el. – 9. miejsce  | 1,93  |
| 2004 | Igrzyska olimpijskie                    | Ateny          | el. – 16. miejsce | 1,89  |
| 2005 | Halowe mistrzostwa Europy               | Madryt         | 2. miejsce        | 1,99  |
| 2005 | I liga pucharu Europy                   | Gävle          | 2. miejsce        | 1,92  |
| 2005 | Mistrzostwa świata                      | Helsinki       | el. – 19. miejsce | 1,88  |
| 2005 | Igrzyska śródziemnomorskie              | Almería        | 1. miejsce        | 1,95  |
| 2005 | Światowy finał lekkoatletyczny          | Monako         | 7. miejsce        | 1,89  |
| 2006 | Halowe mistrzostwa świata               | Moskwa         | 3. miejsce        | 1,98  |
| 2006 | Superliga pucharu Europy                | Malaga         | 2. miejsce        | 1,95  |
| 2006 | Mistrzostwa Europy                      | Göteborg       | 9. miejsce        | 1,92  |
| 2006 | Światowy finał lekkoatletyczny          | Stuttgart      | 6. miejsce        | 1,90  |
| 2007 | Halowe mistrzostwa Europy               | Birmingham     | 3. miejsce        | 1,96  |
| 2007 | Superliga pucharu Europy                | Monachium      | 2. miejsce        | 1,98  |
| 2007 | Mistrzostwa świata                      | Osaka          | 6. miejsce        | 1,97  |
| 2007 | Światowy finał lekkoatletyczny          | Stuttgart      | 7. miejsce        | 1,94  |
| 2008 | Halowy puchar Europy                    | Moskwa         | 2. miejsce        | 1,98  |
| 2008 | Halowe mistrzostwa świata               | Walencja       | 4. miejsce        | 1,99  |
| 2008 | I liga pucharu Europy                   | Leiria         | 1. miejsce        | 1,97  |
| 2008 | Igrzyska olimpijskie                    | Pekin          | 7. miejsce        | 1,96  |
| 2008 | Światowy finał lekkoatletyczny          | Stuttgart      | 8. miejsce        | 1,94  |
| 2009 | Halowe mistrzostwa Europy               | Turyn          | 2. miejsce        | 1,99  |
| 2009 | Superliga drużynowych mistrzostw Europy | Leiria         | 2. miejsce        | 2,00  |
| 2009 | Mistrzostwa świata                      | Berlin         | 5. miejsce        | 1,99  |
| 2009 | Światowy finał lekkoatletyczny          | Saloniki       | 7. miejsce        | 1,90  |
| 2010 | Halowe mistrzostwa świata               | Doha           | 2. miejsce        | 1,98  |
| 2010 | Mistrzostwa ibero-amerykańskie          | San Fernando   | 1. miejsce        | 1,89  |
| 2010 | Superliga drużynowych mistrzostw Europy | Bergen         | 4. miejsce        | 1,95  |
| 2010 | Mistrzostwa Europy                      | Barcelona      | 6. miejsce        | 1,95  |
| 2011 | Halowe mistrzostwa Europy               | Paryż          | 2. miejsce        | 1,96  |
| 2011 | Mistrzostwa świata                      | Taegu          | el. – 16. miejsce | 1,92  |
| 2012 | Halowe mistrzostwa świata               | Stambuł        | 6. miejsce        | 1,95  |
| 2012 | Mistrzostwa Europy                      | Helsinki       | 1. miejsce        | 1,97  |
| 2012 | Igrzyska olimpijskie                    | Londyn         | 4. miejsce        | 2,00  |
| 2013 | Halowe mistrzostwa Europy               | Göteborg       | 1. miejsce        | 1,99  |
| 2013 | Superliga drużynowych mistrzostw Europy | Gateshead      | 4. miejsce        | 1,89  |
| 2013 | Mistrzostwa świata                      | Moskwa         | 3. miejsce        | 1,97  |
| 2014 | Halowe mistrzostwa świata               | Sopot          | 3. miejsce        | 2,00  |
| 2014 | Mistrzostwa Europy                      | Zurych         | 1. miejsce        | 2,01  |
| 2015 | Halowe mistrzostwa Europy               | Praga          | 5. miejsce        | 1,94  |
| 2015 | Superliga drużynowych mistrzostw Europy | Czeboksary     | 2. miejsce        | 1,97  |
| 2015 | Mistrzostwa świata                      | Pekin          | 5. miejsce        | 1,99  |
| 2016 | Halowe mistrzostwa świata               | Portland       | 2. miejsce        | 1,96  |
| 2016 | Mistrzostwa Europy                      | Amsterdam      | 1. miejsce        | 1,98  |
| 2016 | Igrzyska olimpijskie                    | Rio de Janeiro | 1. miejsce        | 1,97  |
| 2017 | Halowe mistrzostwa Europy               | Belgrad        | 2. miejsce        | 1,94  |
| 2017 | Mistrzostwa świata                      | Londyn         | 12. miejsce       | 1,88  |

## Rekordy życiowe
- skok wzwyż (stadion) – 2,02 (4 czerwca 2007, San Sebastián) rekord Hiszpanii
- skok wzwyż (hala) – 2,01 (24 lutego 2007, Pireus) rekord Hiszpanii